# 田代氏大戟
田代氏大戟（学名：Chamaesyce tashiroi）为大戟科地锦草属下的一个种。

## 扩展阅读
- 維基物種上的相關：田代氏大戟